# Mainzer Stange

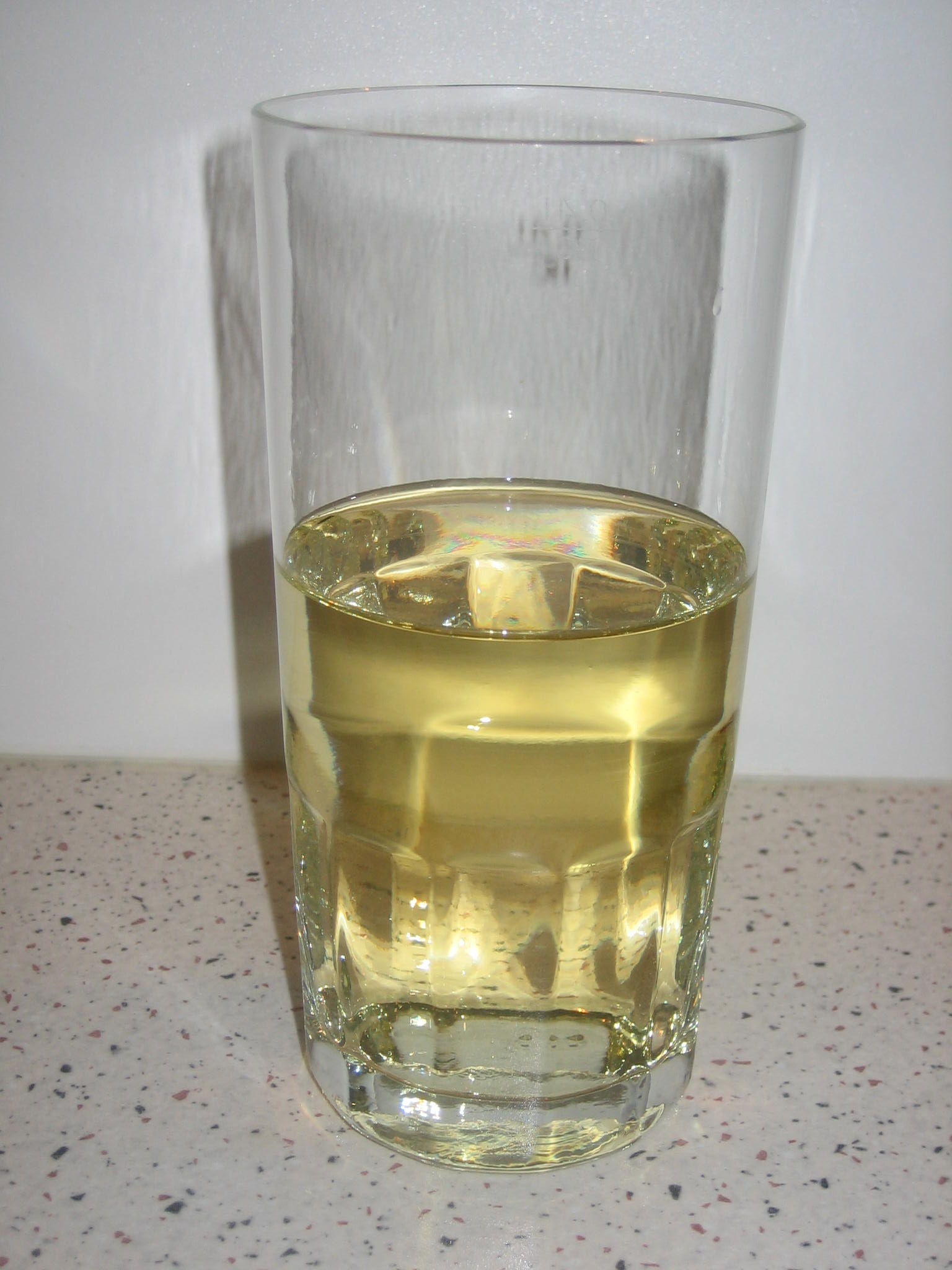
Mundgeblasenes Original

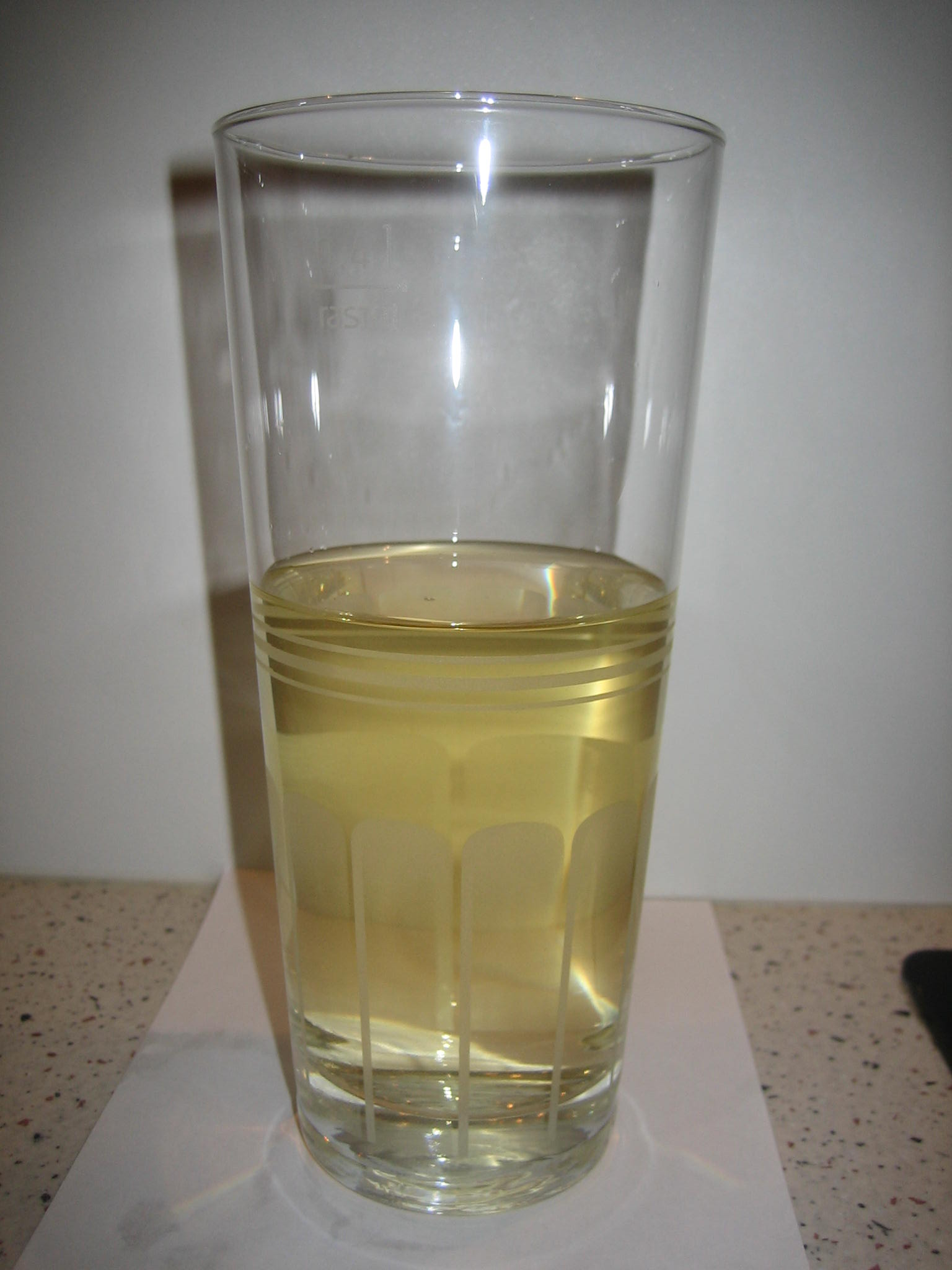
Preiswerte Nachahmung

Die Mainzer Stange (auch Schoppeglas genannt) ist ein dünnwandiges, leicht konisches Weinglas, ein Stangenglas. Es hat eine hohe (ca. 155 mm) und schlanke Form (ca. 60 mm Durchmesser, zur Öffnung hin etwas breiter). Vom Fuß hoch ist die Stange ca. 60 mm hoch polygonal abgeflacht. Grundsätzlich hat die Mainzer Stange ein Fassungsvermögen von 0,4 l. Der geringe Durchmesser und der damit verbundene geringere Sauerstoffkontakt hält den Wein etwas länger frisch und das Aroma im Glas.

## Varianten
Es existieren Varianten mit konischer Form und sogar größerem Volumen (0,5 l) in ähnlichen Proportionen, die die flachen Strukturen am Fuß jedoch nur durch Aufdruck imitiert und deren Glas wesentlich dicker ist. Eine besondere Variante der Mainzer Stange ist das so genannte Schoppenstecherglas, in das die Skulptur des Schoppenstecher-Standbilds eingeätzt ist. „Schoppenstecher“ ist ein typisch Mainzer Begriff für einen Weintrinker, der in vielen Weinstuben seine Nase in möglichst viele Mainzer Stangen steckt und einen Schoppen nach dem anderen sticht.

## Tradition
Aus der Mainzer Stange wird traditionell Schoppenwein bzw. gute Konsumqualität aus Rheinhessen getrunken. Die Ehrbare Mainzer Weinzunft von 1443 verpflichtet sich nach besten Kräften dafür einzusetzen, dass Rheinhessenwein in der Mainzer Gastronomie möglichst oft in der Mainzer Stange zum Ausschank kommt.